# Crataegus cognata
Crataegus cognata — вид рослин із родини трояндових (Rosaceae).

## Біоморфологічна характеристика
Це кущ заввишки 20–40 дм. Гілочки молоді червонувато-коричневі, 1-річні пурпурно-бурі, старші темно-сірі; колючки на гілочках численні, прямі або злегка зігнуті, 2-річні чорні, блискучі, ± тонкі, 3–5 см. Листки: довжина ніжки 28–36 % пластини; пластина яйцеподібна, 3.5–5.5 см, часток по 3 (або 4) з кожного боку, пазухи неглибокі, верхівки часток субгострі, краї городчато-пилчасті, верхівка субгостра, поверхні голі. Суцвіття 4- чи 5-квіткові. Квітки 17–19 мм у діаметрі; чашолистки вузько-трикутні, 5 мм. Яблука зелені з рожевим чи пурпурним нальотом, стають оранжево-червоними чи малиновими, 8–10 мм у діаметрі, м'якуш тонкий; кісточок 3 чи 4. 2n = 51. Цвітіння: квітень — травень; плодоношення: вересень — жовтень.

## Середовище проживання
Зростає на південному сході Канади — Онтаріо й північному сході США — Массачусетс, Мічиган, Міссурі, Нью-Йорк.
Населяє відкриті поля, паркани, чагарники, узлісся відкритих лісіви; на висотах 50–300 метрів.